# Kościół św. Franciszka Serafickiego w Poznaniu

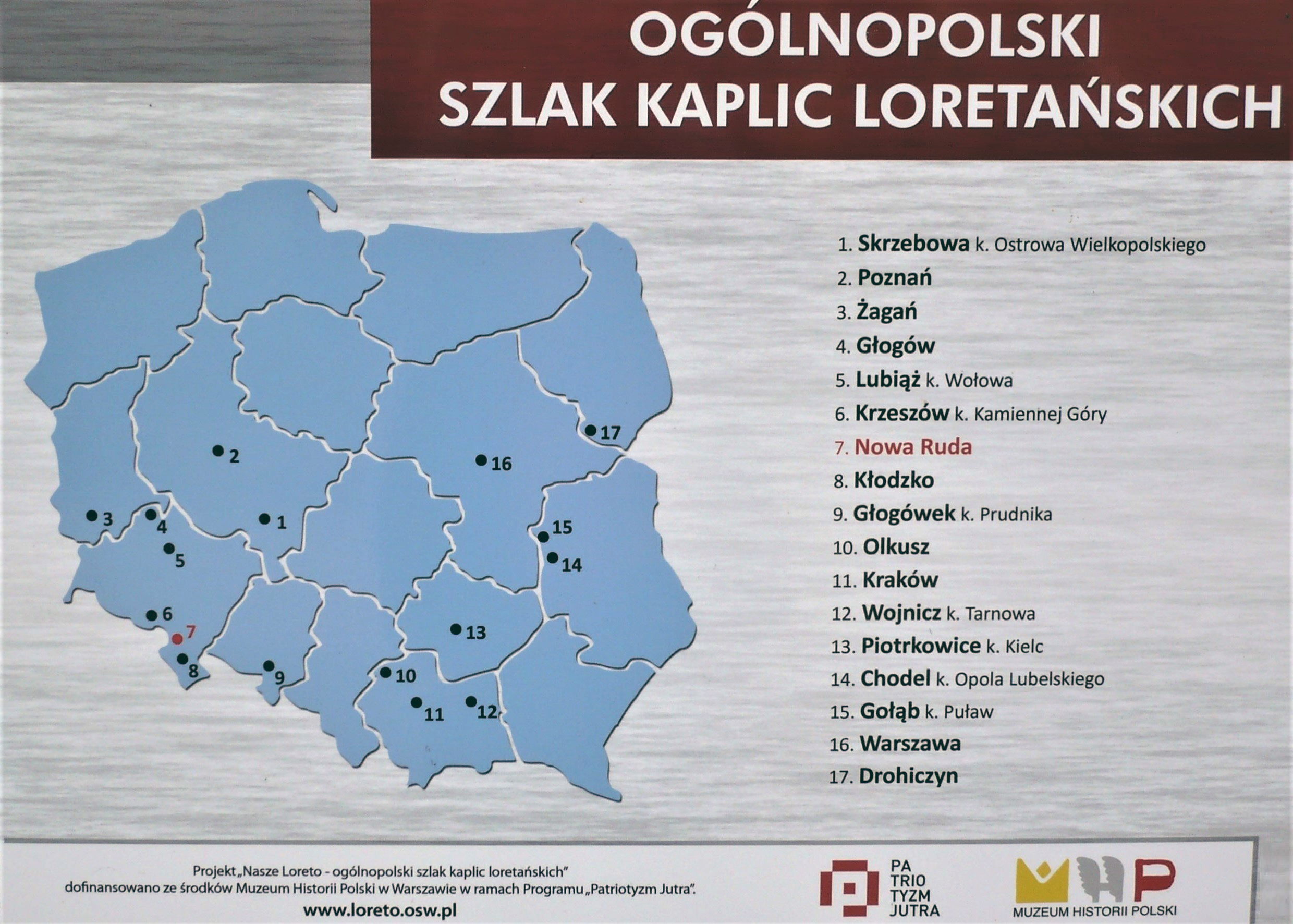
Ogólnopolski Szlak Kaplic Loretańskich - tablica

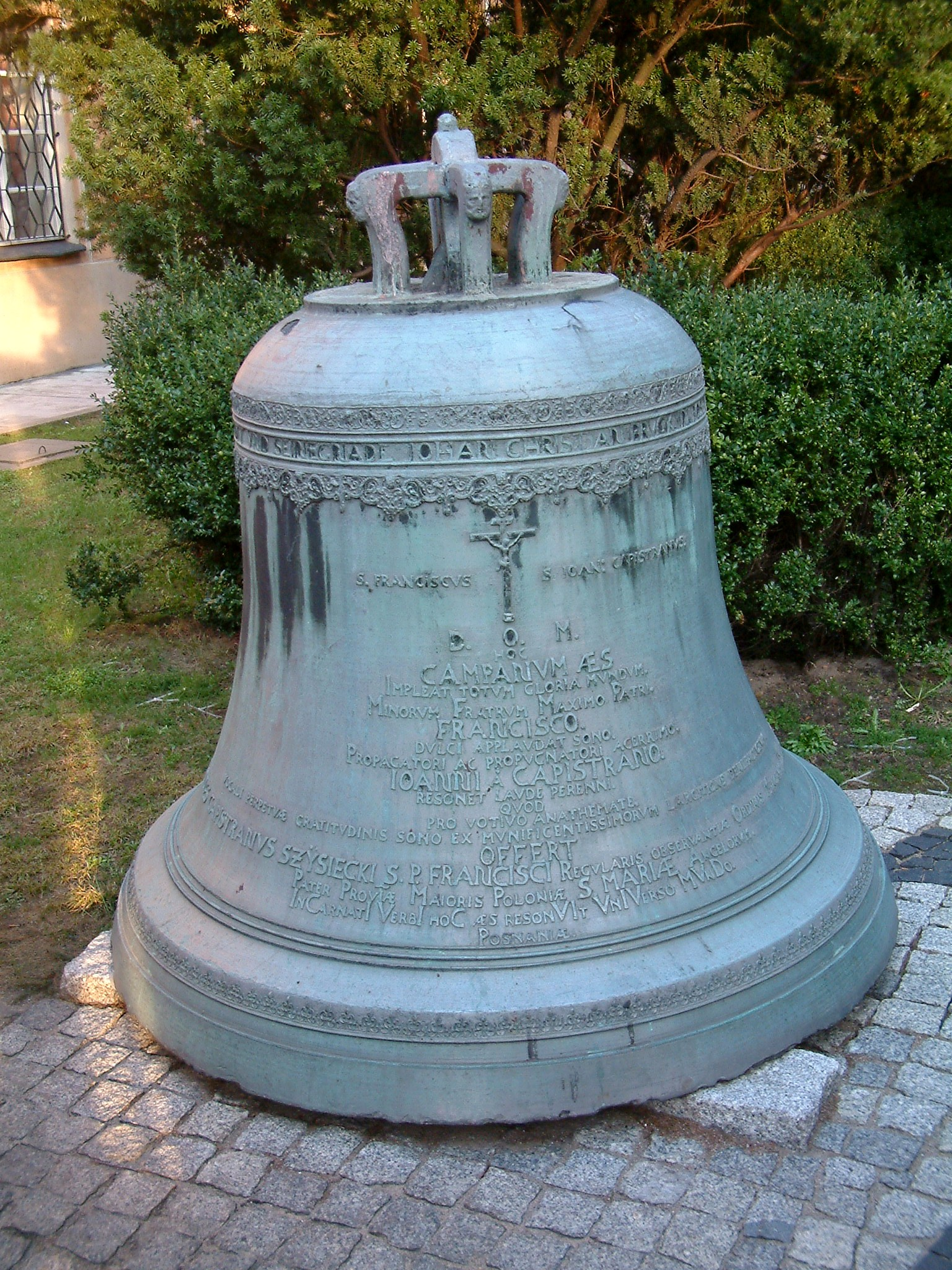
Dzwon św. Franciszka z Asyżu i św. Jana Kapistrana odlany w 1730 roku

Kościół św. Franciszka Serafickiego w Poznaniu zwany zazwyczaj Kościołem bernardynów – barokowy kościół i przylegający do niego klasztor znajdują się przy ul. Garbary 22 naprzeciwko Placu Bernardyńskiego. Od 2017 r. wielkopostny kościół stacyjny.

## Historia
W 1455 poznański mieszczanin Maciej Czarny mając poparcie biskupa Andrzeja Bnińskiego przekazał ziemię bernardynom. Zakonnicy przybyli do miasta w Boże Narodzenie 1456 i w krótkim czasie zbudowali drewniany kościół. Już w 1470 ruszyła budowa murowanej świątyni. Kościół w stylu późnego gotyku został konsekrowany w 1473. Świątynia otrzymała wezwanie: Świętego Krzyża, Wniebowzięcia Najświętszej Marii Panny i Świętych Andrzeja, Franciszka i Bernardyna ze Sieny, zaś jego fundatorem został biskup Andrzej Bniński. W 1487 ustanowiono tu kustodię, co wiązało się z poszerzeniem władzy gwardiana, który odtąd nosił tytuł kustosza na okoliczne klasztory zgromadzenia.
W 1609 dobudowano do kościoła renesansową kaplicę Matki Boskiej Loretańskiej.
Podczas potopu szwedzkiego, w 1657, kościół został podpalony przez Brandenburczyków. Zrabowano wówczas najcenniejsze przedmioty z zakrystii oraz sporo rękopisów i druków z bogatej biblioteki klasztornej. Do dziś znajdują się one w bibliotekach królewskich w Sztokholmie i Uppsali.
Odbudowę rozpoczęto już w 1658 pod kierownictwem Krzysztofa Bonadury Starszego, a następnie Jerzego Catenazziego. Budowę zakończono w 1668 i wówczas biskup sufragan, Maciej Kurski, który również był bernardynem, ponownie konsekrował kościół nadając mu wezwanie Niepokalanego Poczęcia Najświętszej Marii Panny.
Kolejnych poważnych zniszczeń świątynia doznała podczas huraganu w 1725. Renowacja miała miejsce w latach 1730–1736. Powstała wówczas dzisiejsza elewacja oraz charakterystyczne dwie wieże z dwuprześwitowymi hełmami projektu Jana Adama Stiera z Leszna oraz grupa figur świętych franciszkańskich w elewacji dłuta Franciszka Domsburgera ze Wschowy. W 1742 dobudowano od południowej strony kaplicę Matki Boskiej Loretańskiej, która zastąpiła wzniesiony tam w 1663 roku domek loretański, remont zwieńczył zaś dodanie w 1750 roku nowych organów.
Kres istnienia klasztoru bernardynów stanowiła jego kasata dokonana przez władze pruskie w 1835 roku, w 1839 roku kościół i klasztor zostały przejęte najpierw przez parafię św. Marcina (ostatni mnich, ojciec Julian Fujarski, zmarł w 1841 roku), a następnie w 1843 roku Gimnazjum św. Marii Magdaleny. Odtąd zespół pełnił rolę kościoła szkolnego.
Podczas II wojny światowej Niemcy zmienili świątynię w warsztaty malarskie opery. Zniszczono wówczas całe wyposażenie. Same budynki zostały zniszczone w 1945, podczas wyzwalania Poznania, kiedy to Niemcy umieścili w nim działo przeciwpancerne czyniąc z niego punkt oporu.
W 1947 ruiny zespołu przejęli wywodzący się z bernardynów minoryci Prowincji Wniebowzięcia NMP rozpoczynając w 1948 długotrwała odbudowę. Co prawda w 1951 kościół był na tyle wyremontowany, że konsekrowano go, nadając dzisiejsze wezwanie, jednak odbudowę zakończono dopiero w 1972, a ostatnie prace przeciągnęły się do 1983, kiedy to zakończono rekonstrukcję hełmów i dachu. W późniejszym okresie trwały też prace nad rekonstrukcją wnętrza i pomieszczeń klasztornych. W 1988 roku ukończono nowe skrzydło klasztoru które zajęło miejsce zniszczonej podczas wojny, a istniejącej od 1943 kaplicy św. Anny. W 1974 powstała przy kościele parafia na której terenie znajduje się również Kościół Przemienienia Pańskiego w Poznaniu.
W międzyczasie, w 1965 kapituła prowincji postanowiła umieścić w klasztorze centralną bibliotekę starodruków i rękopisów. To właśnie dla niej dobudowano południowe skrzydło klasztoru. Od 1991 roku klasztor i świątynia stanowią siedzibę franciszkańskiej prowincji – św. Franciszka z Asyżu.

## Architektura

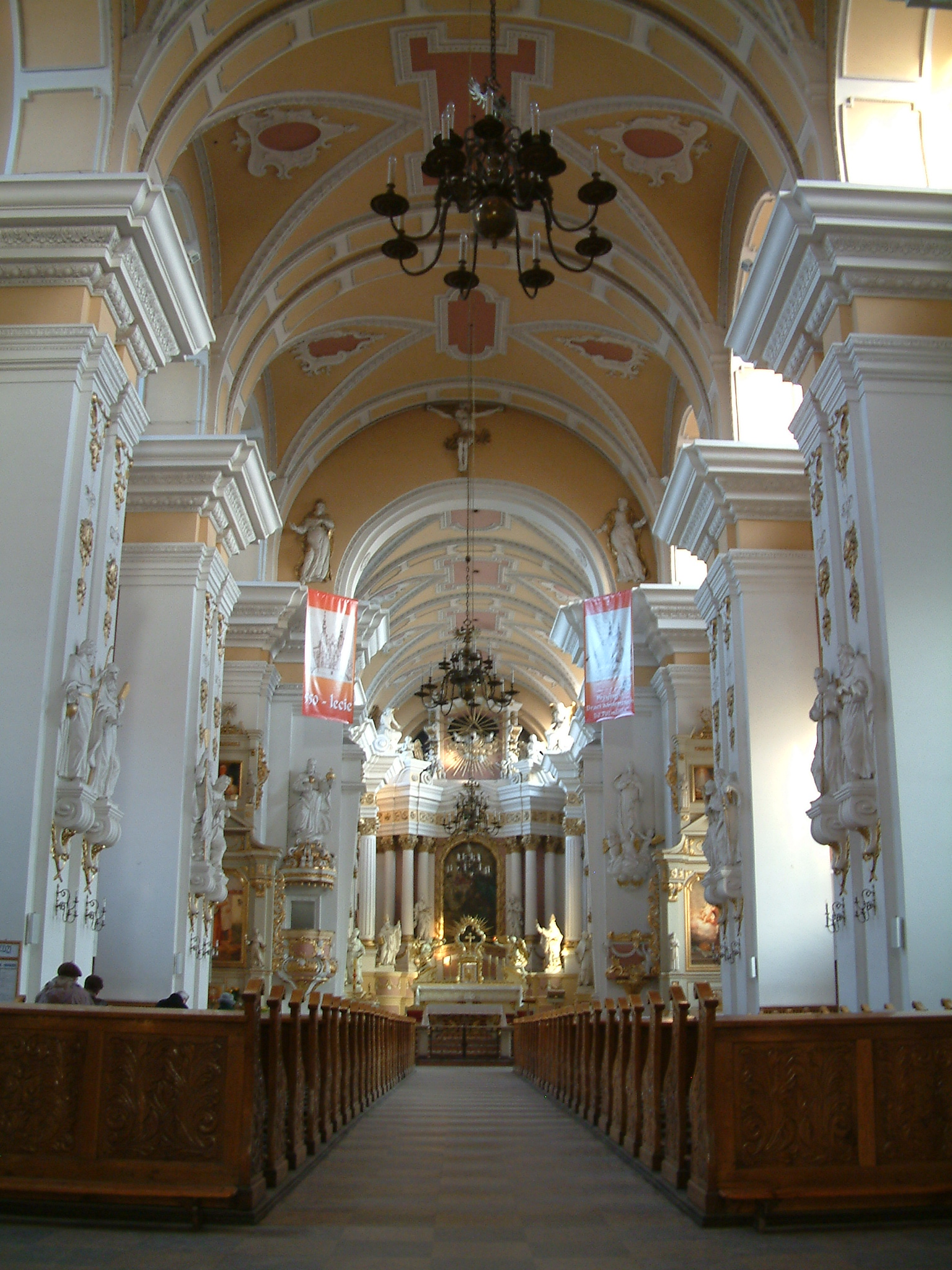
Wnętrze

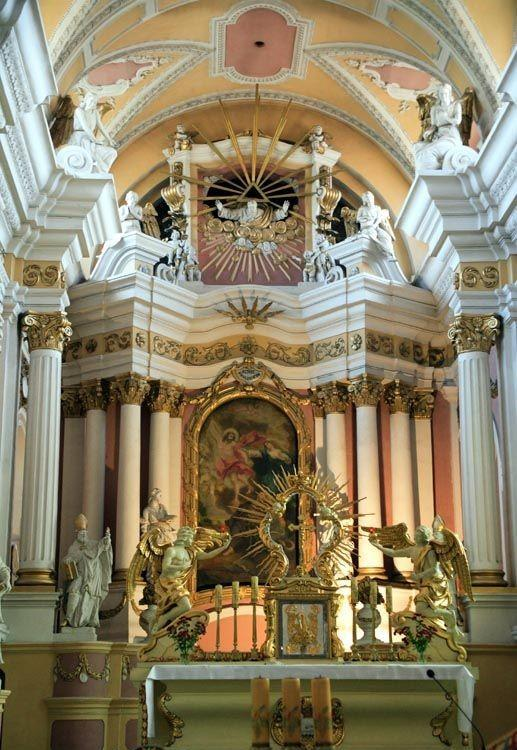
Ołtarz główny

Jest to masywna, jednonawowa świątynia, o wydłużonym, niższym prezbiterium, które zamyka prosta ściana. Od południa przylega zachowana kaplica Matki Boskiej Loretańskiej z XVIII wieku w której znajduje się renesansowy domek loretański pierwotnie znajdujący się w nawie głównej, zaś od północy zabudowania klasztorne. 
Z zewnątrz uwagę przykuwa bogata, barokowa fasada z dwiema wieżami, które wieńczą wspaniałe hełmy mające po 29 m wysokości projektu Jana Adama Stiera.
Pomiędzy pilastrami i gzymsami znajdują się nisze z figurami świętych franciszkańskich z około 1730 roku dłuta Franciszka Domsburgera. Przedstawiają one:
- w dolnej partii: św. Jana Kapistrana (pośrodku) oraz św. Bernardyna ze Sieny, św. Franciszka Solano, św. Jakuba z Marchii i św. Piotra z Alkantary.
- w środkowej części: św. Bonawenturę i św. Ludwika z Tuluzy
- w górnym piętrze Niepokalanie Poczętą Najświętszą Maryję Pannę, zaś po jej bokach św. Franciszka z Asyżu i św. Antoniego Padewskiego.

Do wnętrza wchodzi się przez nakrytą sklepieniem żaglastym kruchtę skąd po dość wysokich schodach ku górze wchodzi się do nawy, zaś ku dołowi do kaplicy Krzyża Świętego oraz krypty. Nietypowe, wysokie położenie posadzki wynika z chęci uniknięcia zalania podczas częstych niegdyś wylewów Warty. W kruchcie znajduje się okno, stanowiące pozostałość pierwotnego barokowego portalu z XVII wieku przekształcona po 1823 roku w okno. Znajduje się w nim witraż z początku XX wieku przedstawiający św. Piotra z Alkantry przeniesiono tu w 1948 z kościoła w Panewnikach (dziś Katowice). W kruchcie ponadto znajduje się tablica upamiętniająca ks. Leona Skórnickiego (1891–1965), rektora kościoła i prefekta Gimnazjum św. Marii Magdaleny w Poznaniu.
Wnętrze kościoła nakryte jest sklepieniem kolebkowym z lunetami, zaś między przyściennymi arkadami  znajdują się przejścia. Czoła filarów są opilastrowane, a odniesieniem tego są podwojone gurty sklepienia. Ołtarz główny powstał po 1950 roku. W jego centrum znajduje się kopia Gniewu Bożego Rubensa autorstwa Józefa Pade z 1950 roku. Po jego bokach rzeźby z lat 1778–1779 dłuta Augustyna Schöpsa przedstawiające św. Jana Ewangelistę i św. Józefa z Dzieciątkiem Jezus. W zwieńczeniu ołtarza Bóg Ojciec. 
Przed ołtarzem, również autorstwa Schöpsa, rzeźby przedstawiające  św. Bonawenturę, św. Bernardyna ze Sieny, św. Augustyna i św. Ambrożego.
W prezbiterium znajdują się ponadto zrekonstruowane według archiwalnych zdjęć stalle z lat 1950–1960. Na belce tęczowej grupa pasyjna z przełomu XVII i XVIII wieku. Przy pierwszym, licząc od prezbiterium, filarze po lewej ambona zwieńczona figurą Chrystusa zaś po lewej sarkofag Maryi a ponad nim scena Wniebowzięcia. Oba neobarokowe elementy wyposażenia powstały w 1954 roku. Przy ambonie znajduje się stylizowana na rokokową chrzcielnica.
Ołtarze boczne wykonano w latach 1988–1989 według projektu Henryka Marcinkowskiego. W lewym w części centralnej znajduje się obraz św. Józefa z Dzieciątkiem, a w zwieńczeniu obraz  św. Anna Samotrzeć  z małą Marią. Po bokach rzeźby św. Franciszku  z Asyżu i św. Paschalisa. W prawym ołtarzu środek zajmuje obraz  św. Antoniego Padewskiego, kolejny obraz w zwieńczeniu przedstawia św. Jana Dunsa Szkota. W częściach bocznych rzeźby ukazują św. Jana z Dukli i bł. Władysława z Gielniowa. Wszystkie obrazy w ołtarzach bocznych namalowała Danuta Waberska, zaś rzeźby wykonał Andrzej Biernacki. Na filarach znajduje się 12 figur apostołów stojących na konsolach od strony nawy. Wojnę przetrwali jedynie św. Piotr i św. Paweł (pozostałe 10 figur apostołów to rekonstrukcje).
Kaplicę Matki boskiej Loretańskiej zamyka wczesnobarokowa krata z 1650 roku. We wnętrzu współczesna figura Matki Boskiej z Loretto dłuta Francisza Masorza z Rybnika.
Nawę od zachodu zamyka empora. przy podpierających ją filarach rzeźby św. Jana Kapistrana i św. Franciszka z Asyżu. Na emporze prospekt organowy z XIX wieku utrzymany w stylu neobarokowym, który trafił tu z jednego z poewangelickich kościołów.
W kaplicy św. Krzyża, znajdującej się pod posadzką, znajduje się późnobarokowy krucyfiks z połowy XVIII wieku, który został tu przeniesiony z klasztoru reformatów w Wieleniu.
Przed klasztorem na niewielkim dziedzińcu znajduje się figura św. Franciszka z Asyżu oraz pęknięty dzwon św. Franciszka i św. Jana Kapistrana odlany w 1730 roku przez poznańskich ludwisarzy, zawieszony na jednej z wież w 1733 roku a strącony w 1945 roku.
W klasztornej bibliotece znajduje się około 10 tysięcy rękopisów i starodruków, w tym 172 inkunabuły. Przy bibliotece znajduje się również niewielkie muzeum związane z misjami zawierające około 400 eksponatów etnograficznych z krajów dokąd udają się misjonarze z prowincji.